# Saint-Cyr-Montmalin
Saint-Cyr-Montmalin é uma comuna francesa na região administrativa de Borgonha-Franco-Condado, no departamento de Jura. Estende-se por uma área de 10,21 km². Em 2010 a comuna tinha 248 habitantes (densidade: 24,3 hab./km²).